# Прудњик
Прудњик (пољ. Prudnik) град је у Пољској у Војводству опољском. По подацима из 2012. године број становника у месту је био 21 979.

## Становништво
| 1946.  | 1980.  | 1990.  | 1995.  | 2000.  | 2002.  | 2005.  | 2010.  | 2011.  | 2012.  |
| ------ | ------ | ------ | ------ | ------ | ------ | ------ | ------ | ------ | ------ |
| 10.886 | 22.402 | 26.400 | 24.350 | 23.800 | 23.630 | 23.234 | 22.514 | 22.164 | 21.979 |

## Партнерски градови
- Нортхајм
- Бохумин
- Надвирна
- Крнов
- Сан Ђустино

- Нортхајм, Бохумин, Надвирна, Крнов, San Giustino
- Званични веб-сајт